# Natalie Mars
Natalie Mars (Fort Lauderdale, 3 febbraio 1984) è un'attrice pornografica statunitense.

## Biografia
Nata in una famiglia conservatrice ha vissuto in Arkansas, a Little Rock, dall'età di 16 anni e ha lavorato in una società che erogava mutui. Dopo il periodo di transizione, ha girato alcune scene per piccoli siti web e ha fatto la camgirl ma è entrata soltanto nel 2015 a 31 anni nell'industria pornografica con la scena "Natalie Mars Gets Her Geek".
Al 2022 ha girato oltre 400 scene ed ha ottenuto il premio come attrice trans dell'anno sia agli AVN e che agli XBIZ Awards, oltre ad aver ottenuto diversi premi dei fan.

## Vita privata
Nel gennaio 2020 si è sposata con la sua collega Mistress Damazonia; nel gennaio 2021 le due si separano.

## Riconoscimenti
- AVN Awards
  - 2020 – Transgender Performer of the Year[5]
  - 2020 – Favorite Trans Porn Star (Fan Award)[5]
  - 2020 – Favorite Trans Cam Star (Fan Award)[5]
  - 2021 – Best Transgender Group Sex Scene per Transfixed 1 con Khloe Kay e Adriana Chechik[6]
- XBIZ Awards
  - 2020 – Transexual Performer of the Year[7]
- Transgender Erotica Awards
  - 2016 – Best New Face[8]
  - 2017 – Grooby Girl of the Year[9]
  - 2018 - Best Solo Performer[10]
  - 2018 - Best Internet Personality[10]
  - 2019 - Best Hardcore Performer[11]
  - 2019 - Best Girl/Girl Scene per Learning the Joys of Anal con Ella Nova[11]
  - 2019 - MV Trans Model of the Year[11]
  - 2020 - Best Hardcore Performer[12]
  - 2020 - Kinkiest T Girl Domme[12]
  - 2021 - Best Self Producer[13]
  - 2022 - Just For Fans Fave[14]
  - 2024 - MV Trans Model of the Year[15]

## Filmografia

### Attrice
- BTS interview with Natalie Mars (2015)
- Mars Attacks Alexas Ass (2016)
- TS Playground 24 (2016)
- All Girl Orgy (2017)
- Chanel Noir and Natalie Mars (2017)
- I Love a Trans in Uniform (2017)
- Marissa Minx And Natalie Mars (2017)
- My Transsexual Stepmom (2017)
- Transsexual Mashup (2017)
- Anal Cuckold Threesome (2018)
- Family Friend with Benefits 1 (2018)
- It's Time for Natalie Scene 2 (2018)
- Punished Maids (2018)
- Sean Michaels: Trans Slayer (2018)
- Sex Therapy (2018)
- Trans Pool Party (2018)
- After Hours With Natalie (2019)
- Angela Loves Women 5 (2019)
- Bad Karma (2019)
- How We Met: Cadence and Natalie (2019)
- Legal Porno GIO1310 (2019)
- Mistress Damazonia's Gimp Fucktoy (2019)
- She's The Boss (2019)
- Stay Gold (2019)
- Transfixed 5 (2019)
- Transfixed: Natalie Mars Showcase (2019)
- Transsexual Euphoria (2019)
- TS Natalie + Adriana: Fucking and Gaping (2019)
- TS Natalie + MILF Dana: Gaping Anal (2019)
- TS Natalie + MILF Lauren: Gaping Anal (2019)
- Big Toys Only for Natalie (2020)
- Cold Feet (2020)
- His First Trans Encounter (2020)
- More Than Just Roommates (2020)
- TS Natalie Mars Joanna Angel and Ramon (2020)
- Clay Mates (2021)
- Deep In Natalie (2021)
- Fast and Easy Riders (2021)
- Let Him Eat Cake (2021)
- Natalie Mars Creampied (2021)
- Private Punishment (2021)
- Super Trans (2021)
- TS Natalie Mars Joanna Angel and Ramon (2021)
- Football Fantasy (2022)
- Tantalizing Threesomes (2022)
- Trans-Starz 6 (2022)

### Regista
- Little Bitch Bred to Serve Big Cock (2019)